# Постньютонівський формалізм
Постнью́тонівський формалі́зм (ПН формалі́зм) — обчислювальний інструмент, який дає змогу отримувати розв'язки нелінійних рівнянь Ейнштейна для рухомих тіл як ряди за формальним малим параметром, який асоціюється з оберненою величиною квадрата швидкості світла (точніше, швидкості гравітації) {\displaystyle c^{-2}}. Першим членом таких рядів виявляється ньютонова теорія гравітації, наступні її уточнюють. Про члени, що містять швидкість світла в степені {\displaystyle -n}, кажуть як про члени n/2-ПН порядку, наприклад, гравітаційне випромінювання з'являється у 2,5ПН-порядку, тобто його члени вперше з'являються при розкладанні до {\displaystyle c^{-5}}.
Збіжність рядів постньютонівського формалізму є складною математичною задачею. Постньютонівський формалізм застосовується в разі слабких гравітаційних полів, у сильних полях використати його проблематично через проблеми збіжності, тому зазвичай використовують прямий обчислювальний підхід інтегрування рівнянь Ейнштейна — чисельну відносність.
Варіантом узагальнення постньютонівського формалізму є параметризований постньютонівський формалізм, який застосовують для тестування передбачень різних теорій гравітації в Сонячній системі та в системах тісних релятивістських подвійних зір.